# 三八五タクシーグループ

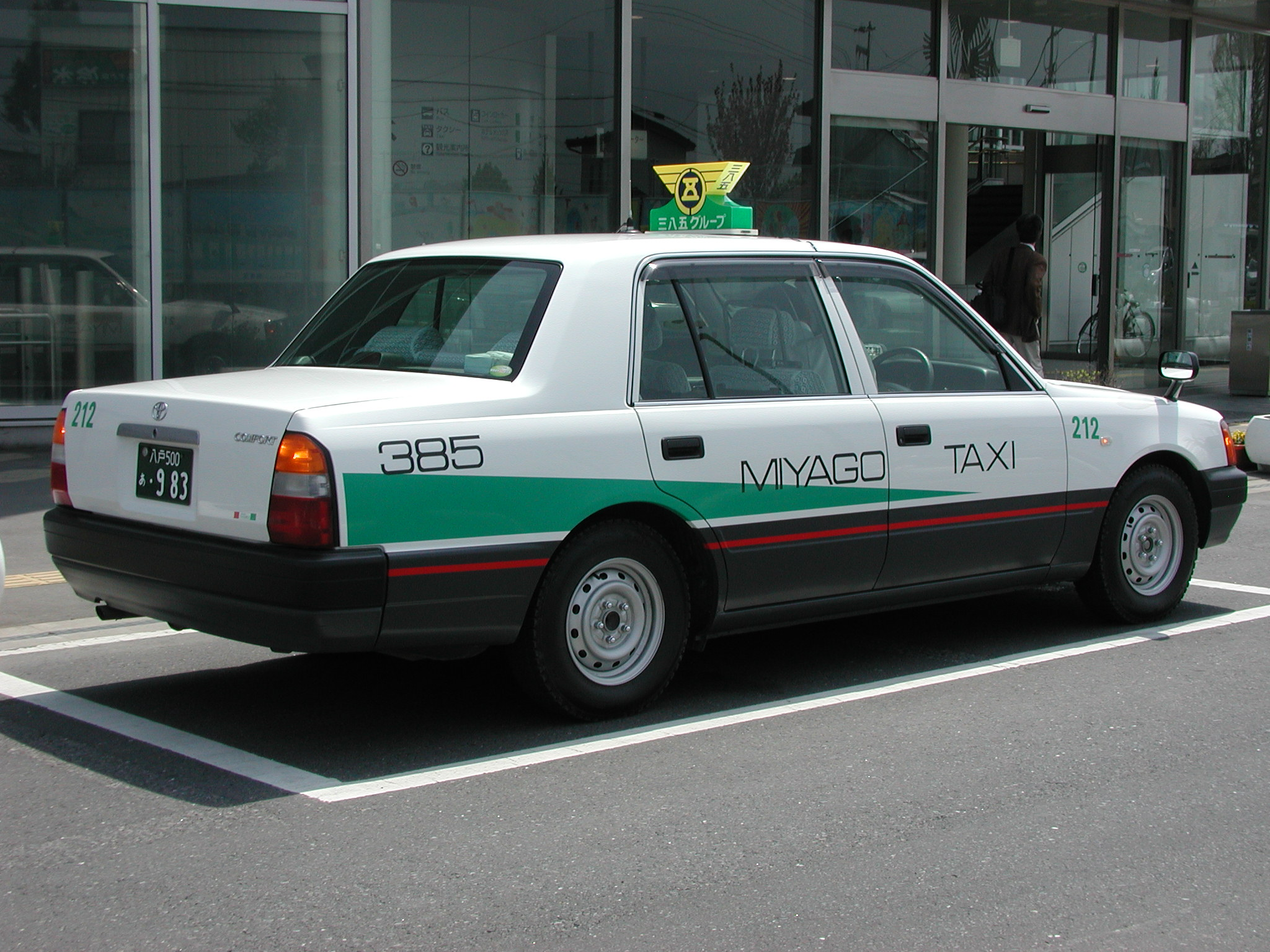
1990年代初期頃に採用された三八五タクシーグループ統一塗装（三八五観光ハイヤー：五戸町）。

三八五タクシーグループ（みやごタクシーグループ）は、青森県南部にてタクシー・貸切バスの各事業を行う三八五流通傘下の交通事業グループのことである。
八戸市の三八五交通を中心に、県内4社：300台以上を保有するタクシー事業県内最大手である。

## グループ会社

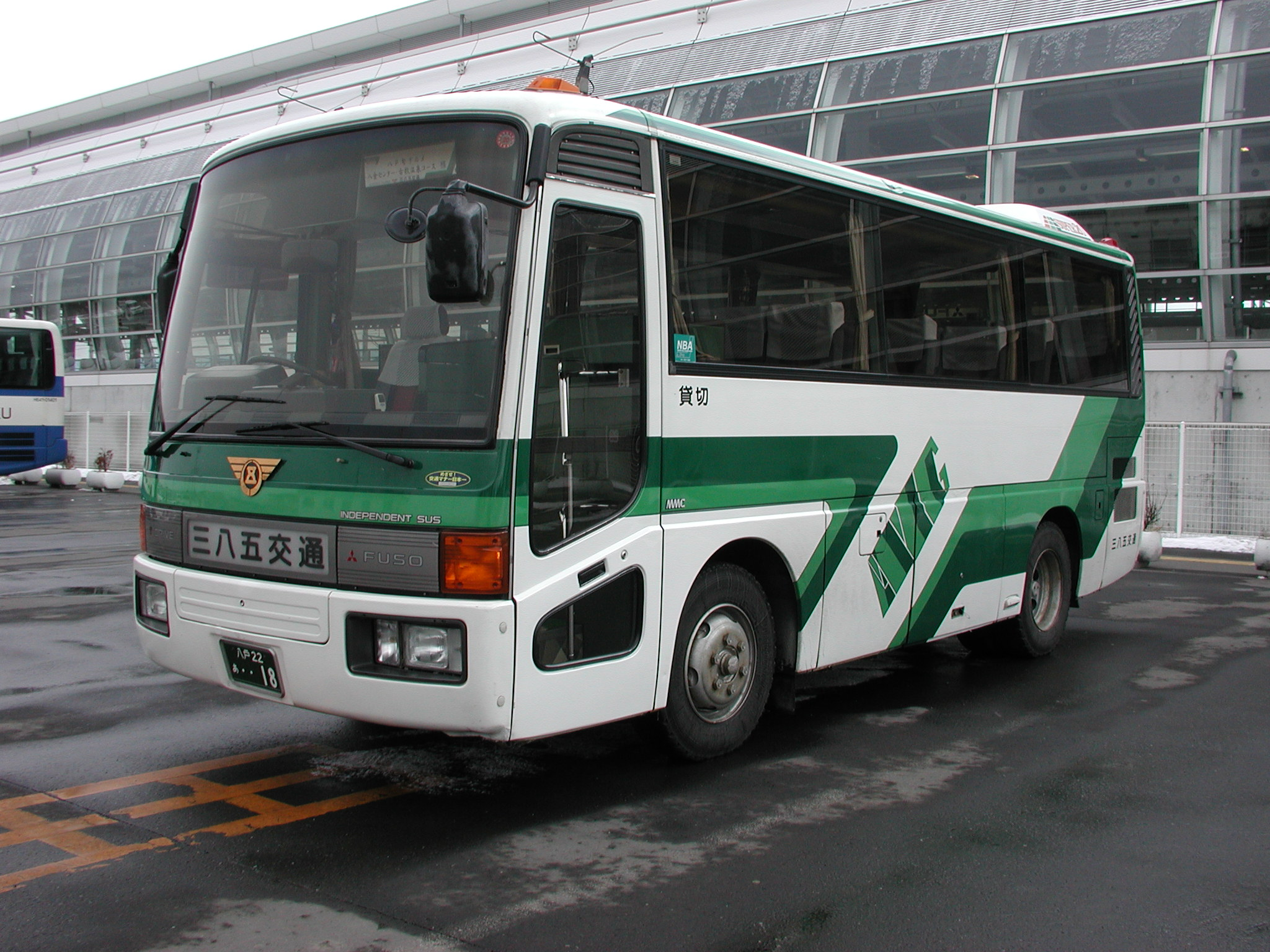
三八五交通所属の中型貸切バス（緑塗装）。

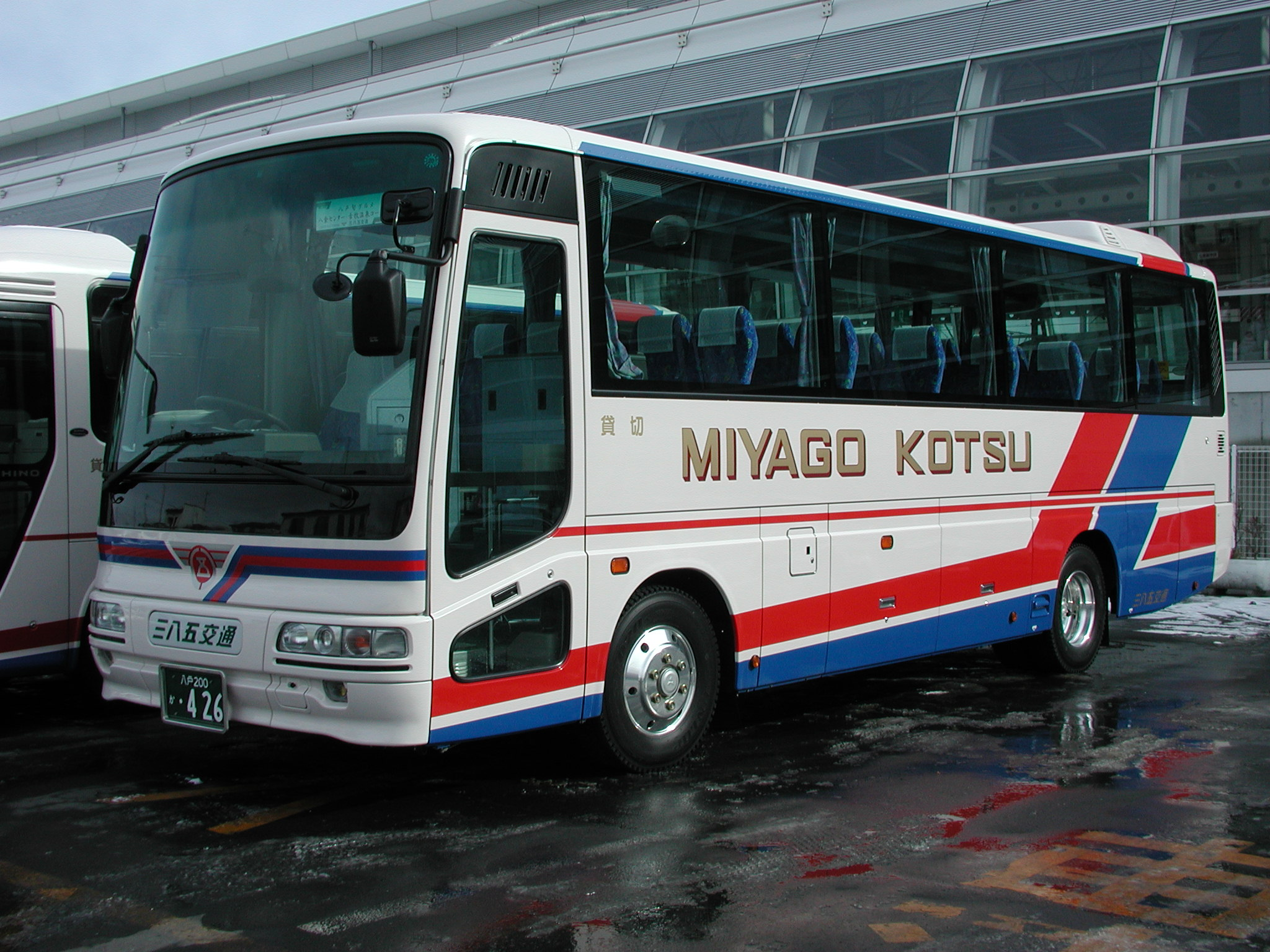
三八五交通所属の中型貸切バス。塗り分けは三八五バスと同じである。

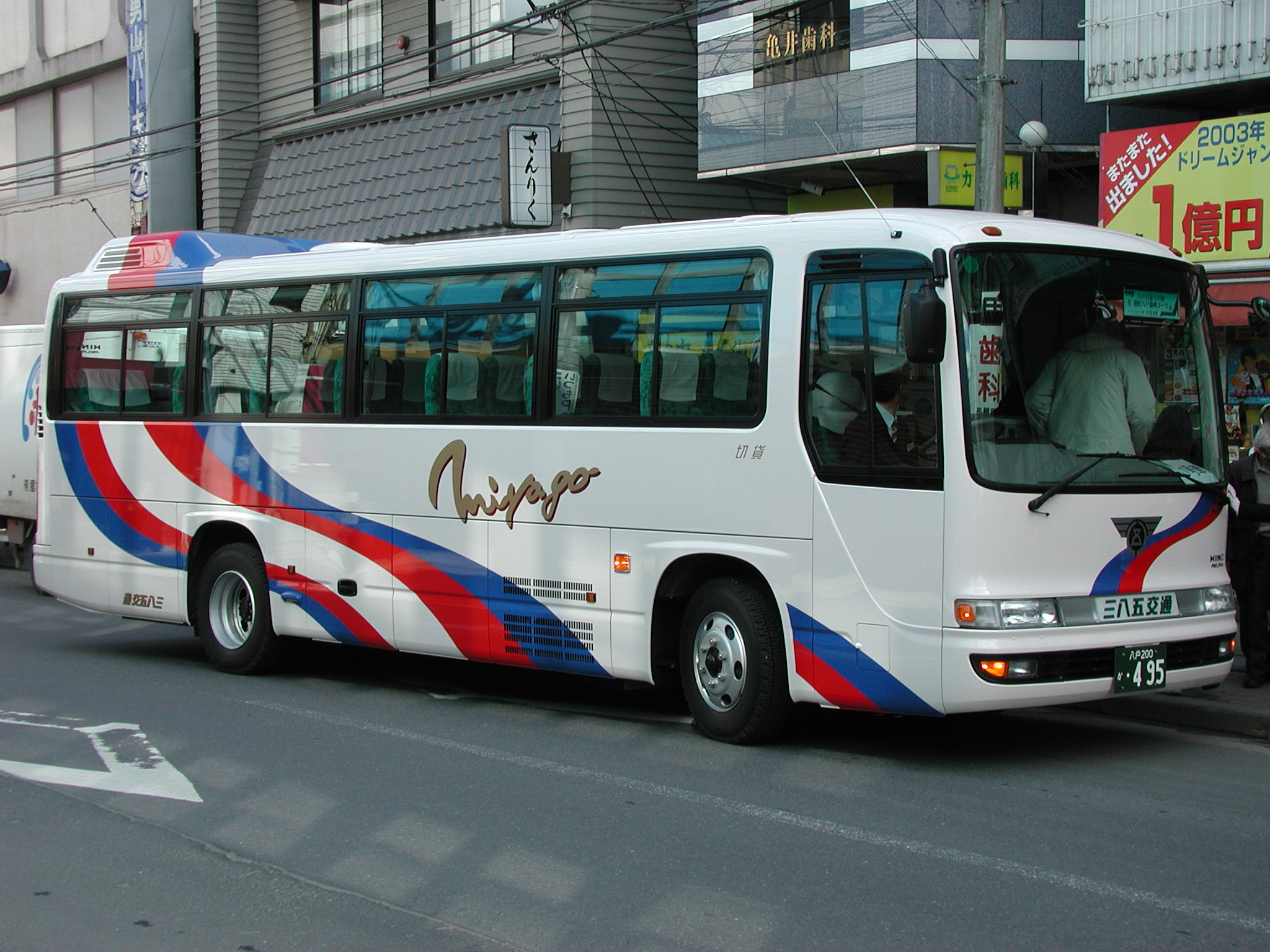
三八五交通所属の中型貸切バス。2008年度より採用された、三八五グループのバス事業新塗装。

- 三八五交通（1950年5月に都タクシーとして設立。）：
小型234台・中型7台・大型1台・ジャンボ6台・中型貸切バス10台
  - 本社（八戸市城下4丁目19-15）
  - 西営業所（八戸市長苗代）
  - 三沢営業所（三沢市大津）

同社はタクシー・中型貸切バスの運行を行うほか、八戸市南郷区（旧：南郷村）の廃止代替バス（南郷コミュニティバス）の運行受託を担当している。
- 三八五観光ハイヤー（19xx年設立）：小型12台
  - 本社（三戸郡五戸町新町）
- 三八五タクシー（19xx年設立。）：小型16台・中型6台・ジャンボ3台・小型貸切バス5台
  - 本社（上北郡東北町上北）
  - 甲地営業所（上北郡東北町往来ノ上）
  - 六ヶ所営業所（上北郡六ヶ所村鷹架）
- 三八五観光タクシー（1949年に青森合同タクシーとして設立、1967年に三八五グループ系となり、後に現商号となる。）：
小型55台・中型4台・ジャンボ1台・大型貸切バス1台・中型貸切バス1台・小型貸切バス5台
  - 本社（青森市合浦）

## その他
- 青森市の三八五観光タクシーの小型タクシー車両に関しては、「MIYAGO TAXI」と「385」の文字フォントが丸みを帯びている。
- 2007年12月24日の｢いいでは!英語塾 あどはだりCOLLECTION Vol.2｣のDVD発売では、販売告知CMに当社の車両が使用された。